# 2031 BAM
2031 BAM (1969 TG2) là một tiểu hành tinh vành đai chính được phát hiện ngày 8 tháng 10 năm 1969 bởi nhà thiên văn học Liên Xô Lyudmila Chernykh tại Đài quan sát vật lý thiên văn Krym. Nó được đặt tên theo công lao anh hùng của những người xây dựng Tuyến đường sắt chính Balkan-Amur, một trong những tuyến đường sắt lớn nhất thế giới.